# Scott Jamieson
Scott Jamieson (Auburn, Új-Dél-Wales, 1988. október 13. –) ausztrál labdarúgó, jelenleg az Adelaide United játékosa az ausztrál bajnokságban.

## Külső hivatkozások
- Profilja az Adelaide United weboldalán[halott link]
- Scott Jamieson pályafutásának statisztikái a Soccerbase oldalon (angolul)